# István Molnár
István Molnár (Galanta, 5 januari 1913- Boedapest, 1 juli 1983) is een voormalig Hongaars waterpolospeler.
István Molnár nam als waterpoloër succesvol deel aan de Olympische Spelen, 1936. In 1936 speelde hij mee in een wedstrijd, en veroverde een gouden medaille.
Jenő Brandi · 
Mihály Bozsi · 
György Bródy · 
Olivér Halassy · 
Kálmán Hazai · 
Márton Homonnai · 
György Kutasi · 
István Molnár · 
János Németh · 
Miklós Sárkány · 
Sándor Tarics